# 메디아셋
메디아셋(Mediaset S.p.A. 또는 Gruppo Mediaset)은 이탈리아의 대중 매체 기업 집단으로, 이탈리아 최대의 민영 방송 회사이기도 하다. 본사는 이탈리아 롬바르디아주 밀라노도 콜로뇨 몬체세(Cologno Monzese)에 위치해 있다. 2022년 기준 이탈리아 방송 시장의 30% 이상의 점유율을 자랑한다.
1978년 실비오 베를루스코니에 의해 설립되었다. 밀라노의 지역 케이블 방송으로 시작해 공영방송사인 RAI의 독점이 무너진 1980년대 경쟁사들을 인수하며 급격하게 성장했다. 2019년에 지주회사 체제로 전환하면서 새로운 지주회사인 MFE 미디어포유럽을 네덜란드에 설립했고, 기존의 이탈리아 국내에서의 활동은 새로운 메디아셋 이탈리아(Mediaset Italia) S.p.A.로 분사되었다. 이 과정에서 R.T.I.(100%), Publitalia '80(100%)의 주식도 분사된 회사로 전환되었다. 분사 이후 2022년에 메디아셋 S.p.A.로 이름이 변경되었다.
베를루스코니의 총리 재임 기간 메디아셋은 정치적 편향성에 대한 비판을 받았다. 움베르토 에코는 메디아셋의 영향력을 '조용한 문화대혁명'에 비유했다.

## 방송 서비스

### 이탈리아

#### 전국 지상파 채널
- 카날레 5(Canale 5)
- 이탈리아 1(Italia 1)
- 레테 4(Rete 4)

#### 디지털 채널
- 20 Mediaset (2018년 4월 3일 개국)
- Boing: 어린이 채널 (51% 메디아셋, 49% 터너 브로드캐스팅 시스템 소유)
- IRIS: 드라마 및 영화 채널
- 트웬티세븐 (2022년 1월 17일 개국)
- La5: 여성 채널
- Cine34 (2020년 1월 20일 개국): 이탈리아 영화 채널
- 포커스: 다큐멘터리 채널. 2018년 5월 17일 메디아셋 체제에서 재개국. 2012년 7월 28일부터 2018년 4월 29일까지 다른 사업자가 운영했다.
- Top Crime:
- 메디아셋 엑스트라
- Italia 2
- Mediaset TGCOM 24: 뉴스 채널
- For you: 홈쇼핑 및 영화 채널 (2011년 개국, 2013년 종방)
- 카날레 5 HD: 카날레 5의 HD 방송
- 이탈리아 1 HD: 이탈리아 1의 HD 방송
- 레테 4 HD: 레테 4의 HD 방송
- 20 HD: 20 Mediaset의 HD 방송

#### 유료 채널 (2022년 1월 10일 종료)
- Premium Action
- Premium Crime
- Premium Stories
- Premium Cinema 1
- Premium Cinema 1 +24 : Premium Cinema 1의 24시간 지연 방송
- Premium Cinema 2
- Premium Cinema 3

1. ↑  “Italy: Mediaset audience share 2022” (영어). 2023년 4월 24일에 확인함.
2. ↑  “Mediaset S.p.A. group structure”. 《corporate.mediaset.it》. 2021년 6월 16일. 2021년 6월 16일에 원본 문서에서 보존된 문서. 2023년 4월 5일에 확인함.
3. ↑  “MFE - MediaForEurope N.V. group structure now”. 《www.mfemediaforeurope.com》. 2021년 12월 5일. 2023년 4월 5일에 확인함.
4. ↑  “The Rise and Fall of Silvio Berlusconi – DW – 04/06/2006” (영어). 2023년 4월 24일에 확인함.